# Phaea rosea
Phaea rosea es una especie de escarabajo longicornio del género Phaea, tribu Tetraopini, subfamilia Lamiinae. Fue descrita científicamente por Bates en 1885.

## Descripción
Mide 9-10 milímetros de longitud.

## Distribución
Se distribuye por Costa Rica y Panamá.